# Next (альбом Ванессы Уильямс)
Next — пятый студийный альбом певицы Ванессы Уильямс, выпущенный 26 августа 1997 года. Хотя альбом не превзошёл коммерческого успеха предыдущих альбомов Ванессы считается одним из лучших её работ.
Альбом включает в себы такие хиты как «Happiness», «Who Were You Thinkin' 'Bout», «First Thing On Your Mind» и суперхит «Oh How The Years Go By».

## Список композиций
- «Who Were You Thinkin' 'Bout» (4:04)
- «Happiness» (4:26)
- «And My Heart Goes» (4:20)
- «First Thing On Your Mind» (3:46)
- «Crazy 'Bout You» (4:31)
- «Lost Without You» (4:39)
- «Someone Like You» (4:51)
- «The Easiest Thing» (4:31)
- «Surrender» (4:53)
- «Start Again» (3:53)
- «And If I Ever» (4:04)
- «Oh How the Years Go By» (5:11)
- «And This Is Life» (4:33) — Japanese Import Bonus Track

## Чарты

### Альбом
| Чарт                  | Место |
| --------------------- | ----- |
| U.S. R&B Album Charts | 28    |